# Cartajima
Cartajima is een gemeente in de Spaanse provincie Málaga in de regio Andalusië met een oppervlakte van 21,47 km². Cartajima telt 241 inwoners (1 januari 2016).

## Demografische ontwikkeling
Bron: INE, 1857-2011: volkstellingen